# Coccoliter

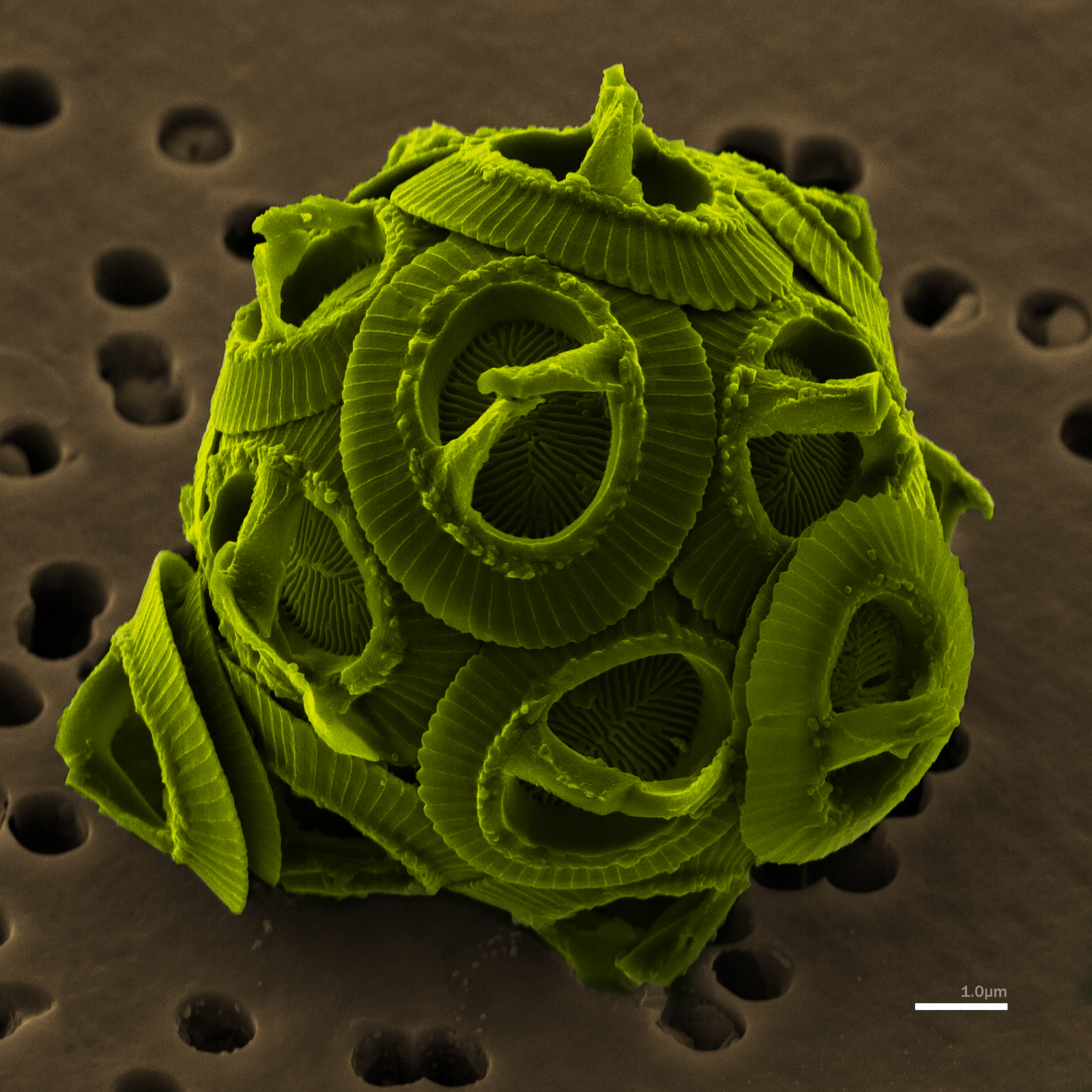
Falskt färgad svepelektronmikroskopbild av Gephyrocapsa oceanica

Coccoliter är mikroskopiskt små stav- och skivformade kalkplattor som utgör skalelement hos flagellatgruppen Coccolithophorida, en grupp encelliga organismer tillhörande guldalgerna. De är viktiga bergartsbildare från juratiden och bildar bland annat den mesta skivkritan i Skåne.
Elementen upptäcktes av Thomas Huxley vid undersökning av bottenslam, från havet vid Färöarna och Grönland, och iakttog då mycket små kalkbildningar, vilka han benämnde coccoliter. Kort därefter upptäckte Wallich, att dessa coccoliter ofta påträffades tillsammans i runda kulor, som han kallade coccosferer.
Begreppet "nanofossil" betyder extremt små fossiler men syftar ofta just på coccoliter.